# Racconti straordinari dello studio Liao
Racconti straordinari dello studio Liao, in lingua originale Liaozhai Zhiyi (聊齋誌異T, 聊斋志异S, Liáozhāi zhìyìP; tradotto anche in inglese come Strange Tales from a Chinese Studio o Strange Tales of Liaozhai) è una raccolta di 435 novelle di argomento prevalentemente soprannaturale, scritta da Pu Songling in cinese classico durante il primo periodo della dinastia Qing.
La raccolta iniziò a circolare sotto forma di manoscritto ben prima della sua pubblicazione, che avvenne postuma alla morte dell'autore. La data di tale pubblicazione varia a seconda delle fonti. Una di esse afferma che le Strane Storie furono pubblicate, nel 1740, dal nipote di Pu, tuttavia la più antica versione stampata di cui si ha testimonianza diretta risale al 1766.
Si crede che Pu abbia completato la maggior parte delle novelle intorno al 1679, ed abbia aggiunto delle modifiche fino al 1707.
Pu scrive su carta una serie di storie colorite e affascinanti tratte dalla tradizione folkloristica orale, dove le distinzioni tra realtà e soprannaturale sono sbiadite. I personaggi più comuni sono spiriti-volpi, fantasmi, studiosi, ufficiali di corte, esorcisti taoisti, demoni e bestie. Spesso il fine morale è invertito tra gli umani ed i fantasmi o spiriti che dovrebbero essere, invece, degenerati, risultando in alcune novelle all'orlo della satira. I fantasmi e gli spiriti sono spesso brillanti e degni di fiducia, mentre d'altra parte gli umani sono deboli, indecisi e facilmente manipolabili, aspetto che riflette la disillusione tipica dell'autore verso la società in cui viveva.
Le novelle variano ampiamente in lunghezza tra di loro, sebbene caratteristica comune sia la brevità, con alcune storie che possono essere più corte di una pagina. Un'altra peculiarità dell'opera è stata la presenza costante del discorso diretto, cosa alquanto insolita per le opere letterarie cinesi del XVII secolo.
Liaozhai Zhiyi ha ispirato diversi adattamenti cinematografici e televisivi cinesi, tra i quali i più memorabili sono stati Painted Skin di King Hu, la serie televisiva A Chinese Ghost Story di Ching Siu-tung e le opere del regista taiwanese Li Han-Hsiang. Un'altra serie televisiva ad esso ispirata è Dark Tales, del canale televisivo TVB, ed il suo sequel Dark Tales II.
Un ammiratore di alcune storie di Pu Songling, tradotte in tedesco, fu Franz Kafka, che le descrive come "squisite" in una lettera del 16 gennaio 1913 a Felice Bauer. Anche Jorge Luis Borges fu un ammiratore di Pu, in particolare della novella conosciuta come L'ospite tigre, per la quale scrisse anche un prologo che sarebbe apparso nella sua Biblioteca di Babele, una collezione di scritti riguardanti i suoi libri preferiti. Magnus utilizzò Liaozhai Zhiyi come base per le storie brevi contenute in Le femmine incantate.

## Edizioni
traduzioni in italiano
- Fiabe cinesi, traduzione dal cinese di L. N. Giura, Milano: Mondadori, 1926
- I racconti fantastici di Liao, con premessa e note di Ludovico Nicola di Giura, Milano: Mondadori, 2 voll., 1955, 1962[2]
- L'ospite tigre, a cura di Jorge Luis Borges, trad. di Gianni Guadalupi, Milano: Franco Maria Ricci ("La biblioteca di Babele" n. 17), 1979; Milano: A. Mondadori, 1989
- Storia della bella Hogyn: dai fantastici di Liao, adattato da Lin Ying, disegni di Wang Jusheng, Torino: Editori Riuniti, 1986
- L'isola celeste: dai fantastici racconti di Liao, adattato da Yu Rulong, disegni di Chen Huiguan, Roma: Editori Riuniti, 1986
- Spiriti e volpi: storie incredibili, trad. di Laura Cominelli, introduzione di Tarcisio Muratore, Orzinuovi: Edis, 1994
- Pu Sung Ling e il suo tempo, con un saggio di Renata Pisu, a cura di Alberto Fumagalli, Bergamo: Bolis, 1996
- I racconti fantastici di Liao, trad. dal cinese di Ludovico Nicola di Giura, a cura di Giovanni di Giura, introduzione di Giuseppe Tucci, Milano: Mondadori ("Oscar narrativa" n. 1656), 1997
- Racconti straordinari di Liaohzai: sedici racconti taoisti, a cura di Gabriella Zanoletti, Milano: La vita felice ("Il piacere di leggere" n. 16), 1998, 2000
- Pazzo per i libri a altre storie, a cura di Elisabetta Corsi, Viterbo: Settecittà, 2009
- I racconti fantastici di Liao, con testo cinese in appendice, a cura di Peter Otiv Norton, Milano: La vita felice ("Il piacere di leggere" n. 47), 2012
- Piccolo bestiario cinese, a cura di Ilaria Mascia, Roma: Elliott, 2016
- I racconti fantastici dello studio di Liao, 3 voll., trad. dal cinese di Ludovico Nicola di Giura, Roma: Castelvecchi, 2017

traduzioni in altre lingue
- (EN)  Strange Stories from a Chinese Studio, trad. Herbert A. Giles, London: T. De La Rue, 1880[3] ISBN 1-4212-4855-7
- (EN)  Strange Stories from the Lodge of Leisure, trad. George Soulie, London: Constable, 1913
- (FR)  Contes magiques d'après l'ancien texte chinois de P'Ou Soung-Lin (L'immortel en exil), trad. Louis Laloy, Paris: L'éd. d'art, 1925
- (DE)  Liao Chai Chih-i: chinesische Geschichten aus dem 17. Jahrhundert, trad. Kai Yeh, postfazione di Werner Eichhorn, Stuttgart: Philipp Reclam jun., 1965
- (FR)  Contes extraordinaires du Pavillon du loisir, trad. e introduzione di Yves Hervouet, Paris: Gallimard ("Connaissance de l'Orient" n. 31), 1969, 1987
- (EN)  Selected tales of Liaozhai, Beijing: Chinese literature, 1981
- (EN)  Strange Tales of Liaozhai, trad. Lu Yunzhong, Chen Tifang, Yang Liyi e Yang Zhihong, Hong Kong: Commercial Press, 1982
- (EN)  Strange Tales from Make-do Studio, trad. Denis C. & Victor H. Mair, Beijing: Foreign Languages Press, 1989
- (EN)  Strange Tales from the Liaozhai Studio, trad. Zhang Qingnian, Zhang Ciyun e Yang Yi, Beijing: People's China Publishing, 1997 ISBN 7-80065-599-7
- (EN)  Strange Tales from a Chinese Studio, trad. John Minford, London: Penguin, 2006 ISBN 0-14-044740-7